# Coupe du monde de VTT 1997
Navigation
1996 1998
La Coupe du monde de VTT 1997 est la 7e édition de la Coupe du monde de VTT.

## Cross-country

### Hommes
| #  | Date        | Lieu             | Vainqueur           | Deuxième                  | Troisième          | Leader du général  |
| -- | ----------- | ---------------- | ------------------- | ------------------------- | ------------------ | ------------------ |
| 1  | 6 avril     | Napa Valley      | Luca Bramati        | Rune Høydahl              | Jérôme Chiotti     | Luca Bramati       |
| 2  | 13 avril    | Wellington       | Cadel Evans         | Christophe Dupouey        | Jérôme Chiotti     | Cadel Evans        |
| 3  | 27 avril    | Saint-Wendel     | Thomas Frischknecht | Cadel Evans               | Christophe Dupouey | Cadel Evans        |
| 4  | 4 mai       | Budapest         | Christophe Dupouey  | Cadel Evans               | Miguel Martinez    | Cadel Evans        |
| 5  | 11 mai      | Spindleruv Mlyn  | Miguel Martinez     | Christophe Dupouey        | Ludovic Dubau      | Christophe Dupouey |
| 6  | 22 juin     | Mount Snow       | Rune Høydahl        | Hubert Pallhuber          | Miguel Martinez    | Christophe Dupouey |
| 7  | 29 juin     | Mont Sainte-Anne | Miguel Martinez     | Ludovic Dubau             | Jérôme Chiotti     | Miguel Martinez    |
| 8  | 13 juillet  | Vail             | Cadel Evans         | Michael Rasmussen         | Jérôme Chiotti     | Miguel Martinez    |
| 9  | 31 août     | Houffalize       | Miguel Martinez     | Christophe Dupouey        | Michael Rasmussen  | Miguel Martinez    |
| 10 | 7 septembre | Annecy           | Christophe Dupouey  | Jean-Christophe Savignoni | Filip Meirhaeghe   | Miguel Martinez    |

| Pos | Coureur            | Pays       | Pts |
| --- | ------------------ | ---------- | --- |
| 1.  | Miguel Martinez    | France     | 638 |
| 2.  | Christophe Dupouey | France     | 632 |
| 3.  | Cadel Evans        | Australie  | 600 |
| 4.  | Ludovic Dubau      | France     | 556 |
| 5.  | Hubert Pallhuber   | Italie     | 546 |
| 6.  | Michael Rasmussen  | Danemark   | 530 |
| 7.  | Rune Høydahl       | Norvège    | 511 |
| 8.  | Kirk Molday        | Canada     | 502 |
| 9.  | Jérôme Chiotti     | France     | 480 |
| 10. | José Andrés Brenes | Costa Rica | 457 |

### Femmes
| #  | Date        | Lieu             | Vainqueur          | Deuxième           | Troisième         | Leader du général |
| -- | ----------- | ---------------- | ------------------ | ------------------ | ----------------- | ----------------- |
| 1  | 6 avril     | Napa Valley      | Paola Pezzo        | Alison Sydor       | Chantal Daucourt  | Paola Pezzo       |
| 2  | 13 avril    | Wellington       | Paola Pezzo        | Alison Sydor       | Nadia De Negri    | Paola Pezzo       |
| 3  | 27 avril    | Saint-Wendel     | Caroline Alexander | Paola Pezzo        | Chantal Daucourt  | Paola Pezzo       |
| 4  | 4 mai       | Budapest         | Alison Dunlap      | Paola Pezzo        | Nadia De Negri    | Paola Pezzo       |
| 5  | 11 mai      | Spindleruv Mlyn  | Paola Pezzo        | Caroline Alexander | Alison Sydor      | Paola Pezzo       |
| 6  | 22 juin     | Mount Snow       | Paola Pezzo        | Alison Sydor       | Ruthie Matthes    | Paola Pezzo       |
| 7  | 29 juin     | Mont Sainte-Anne | Paola Pezzo        | Chantal Daucourt   | Alison Sydor      | Paola Pezzo       |
| 8  | 13 juillet  | Vail             | Paola Pezzo        | Ruthie Matthes     | Tammy Jacques     | Paola Pezzo       |
| 9  | 31 août     | Houffalize       | Paola Pezzo        | Alison Sydor       | Margarita Fullana | Paola Pezzo       |
| 10 | 7 septembre | Annecy           | Paola Pezzo        | Alison Sydor       | Margarita Fullana | Paola Pezzo       |

| Pos | Coureuse            | Pays       | Pts |
| --- | ------------------- | ---------- | --- |
| 1.  | Paola Pezzo         | Italie     | 525 |
| 2.  | Alison Sydor        | Canada     | 482 |
| 3.  | Chantal Daucourt    | Suisse     | 433 |
| 4.  | Ruthie Matthes      | États-Unis | 408 |
| 5.  | Alison Dunlap       | États-Unis | 402 |
| 6.  | Lesley Tomlinson    | Canada     | 371 |
| 7.  | Nadia De Negri      | Italie     | 370 |
| 8.  | Laurence Leboucher  | France     | 313 |
| 9.  | Annabella Stropparo | Italie     | 310 |
| 10. | Christina Redden    | Canada     | 298 |

## Descente

### Hommes
| # | Date      | Lieu             | Vainqueur     | Deuxième            | Troisième        | Leader du général |
| - | --------- | ---------------- | ------------- | ------------------- | ---------------- | ----------------- |
| 1 | 18 mai    | Stellenbosch     | Bas de Bever  | Jürgen Beneke       | Tomas Misser     | Bas de Bever      |
| 2 | 25 mai    | Nevegal          | Corrado Hérin | David Vázquez López | Johan Engström   | Jürgen Beneke     |
| 3 | 1er juin  | Sierra Nevada    | Corrado Hérin | John Tomac          | Steve Peat       | Jürgen Beneke     |
| 4 | 28 juin   | Mont Sainte-Anne | Corrado Hérin | Steve Peat          | Marcus Klausmann | Corrado Hérin     |
| 5 | 6 juillet | Harrisonburg     | Tomas Misser  | Jürgen Beneke       | Myles Rockwell   | Corrado Hérin     |
| 6 | 15 août   | Kaprun           | John Tomac    | Jürgen Beneke       | Nicolas Vouilloz | Corrado Hérin     |

| Pos | Coureur             | Pays            | Pts |
| --- | ------------------- | --------------- | --- |
| 1.  | Corrado Hérin       | Italie          | 277 |
| 2.  | Jürgen Beneke       | Allemagne       | 265 |
| 3.  | Tomas Misser        | Espagne         | 233 |
| 4.  | Bas de Bever        | Pays-Bas        | 225 |
| 5.  | John Tomac          | États-Unis      | 222 |
| 6.  | Rob Warner          | Grande-Bretagne | 211 |
| 7.  | Gianluca Bonanomi   | Italie          | 199 |
| 8.  | Steve Peat          | Grande-Bretagne | 198 |
| 9.  | David Vázquez López | Espagne         | 195 |
| 10. | Nicolas Vouilloz    | France          | 187 |

### Femmes
| # | Date      | Lieu             | Vainqueur              | Deuxième               | Troisième        | Leader du général      |
| - | --------- | ---------------- | ---------------------- | ---------------------- | ---------------- | ---------------------- |
| 1 | 18 mai    | Stellenbosch     | Elke Brutsaert         | Missy Giove            | Marla Streb      | Elke Brutsaert         |
| 2 | 25 mai    | Nevegal          | Anne-Caroline Chausson | Giovanna Bonazzi       | Missy Giove      | Elke Brutsaert         |
| 3 | 1er juin  | Sierra Nevada    | Anne-Caroline Chausson | Missy Giove            | Leigh Donovan    | Anne-Caroline Chausson |
| 4 | 28 juin   | Mont Sainte-Anne | Missy Giove            | Anne-Caroline Chausson | Giovanna Bonazzi | Anne-Caroline Chausson |
| 5 | 6 juillet | Harrisonburg     | Leigh Donovan          | Anne-Caroline Chausson | Missy Giove      | Anne-Caroline Chausson |
| 6 | 15 août   | Kaprun           | Missy Giove            | Anne-Caroline Chausson | Malin Lindgren   | Missy Giove            |

| Pos | Coureuse               | Pays       | Pts |
| --- | ---------------------- | ---------- | --- |
| 1.  | Missy Giove            | États-Unis | 190 |
| 2.  | Anne-Caroline Chausson | France     | 190 |
| 3.  | Leigh Donovan          | États-Unis | 152 |
| 4.  | Giovanna Bonazzi       | Italie     | 149 |
| 5.  | Elke Brutsaert         | États-Unis | 132 |
| 6.  | Mercedes González      | Espagne    | 126 |
| 7.  | Marla Streb            | États-Unis | 96  |
| 8.  | Kim Sonier             | États-Unis | 95  |
| 9.  | Lisa Sher              | États-Unis | 84  |
| 10. | Mikki Douglass         | États-Unis | 84  |